# Velestovo
Velestovo (cyr. Велестово) – wieś w Czarnogórze, w gminie Cetynia. W 2011 roku liczyła 17 mieszkańców.